# Abbed Suger
Abbed Suger af Saint-Denis (født ca. 1081, død 31. januar 1151) var en fransk abbed, statsmand og historiker.
Suger var rådgiver og ven af både Ludvig 6. og Ludvig 7. og nåede en betydelig magtposition. Abbed Suger lod opføre den gotiske katedral Saint-Denis.
I 1137 fulgte han kong Ludvig 7. til Aquitanien, hvor kongen skulle indgå ægteskab med Eleonora af Aquitanien. Suger var ihærdig modstander af kongens senere skilsmisse og af det det andet korstog. Mens kong Ludvig var på korstog, var abbed Suger i vid udstrækning hans stedfortræder og var en af rigets mest magtfulde mænd (1147-1148).
1. ↑  Navnet er anført på engelsk og stammer fra Wikidata hvor navnet endnu ikke findes på dansk.